# Bergwacht (Deutschland)

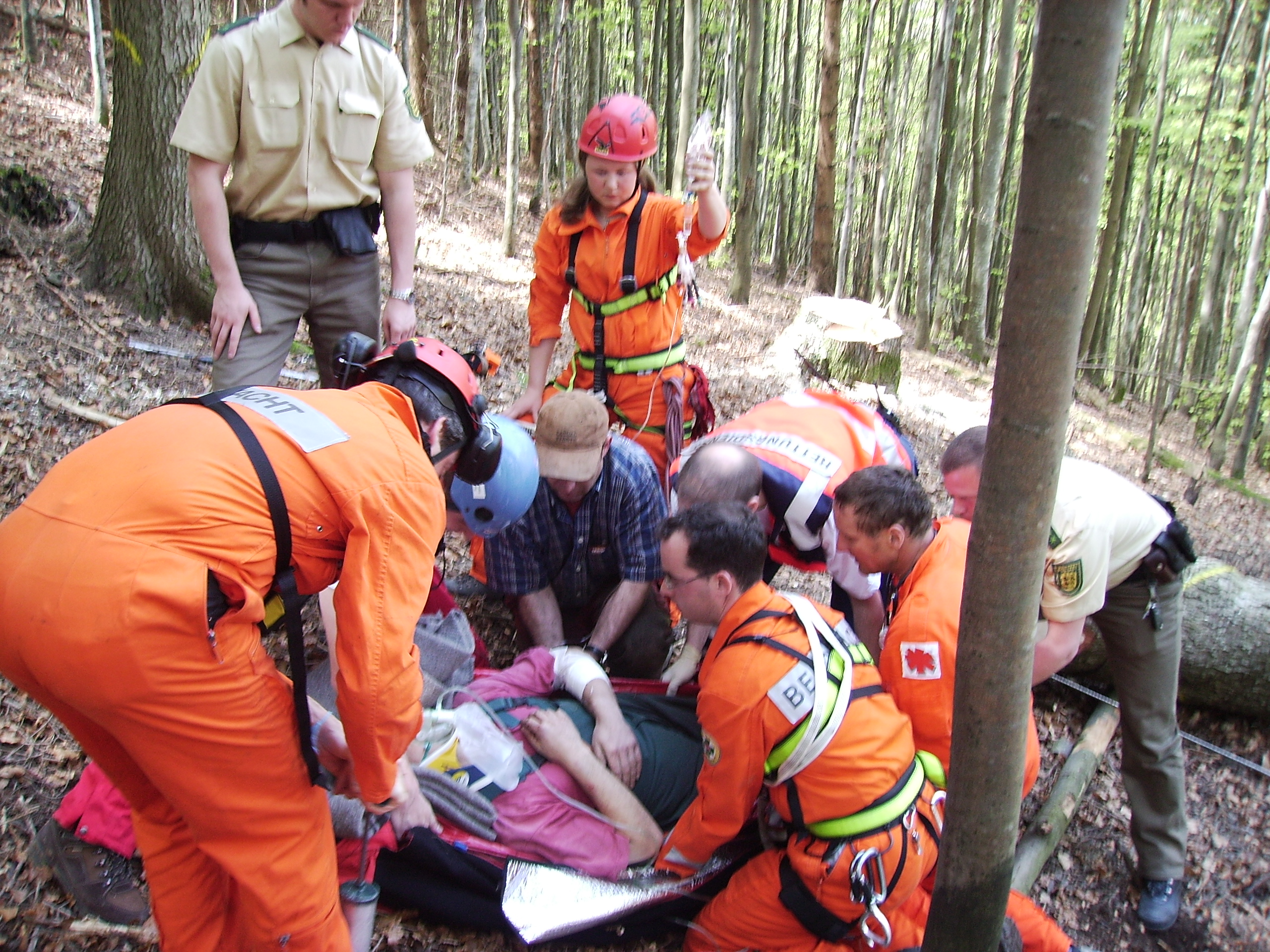
Bergwachteinsatz, Versorgung eines Waldarbeiters

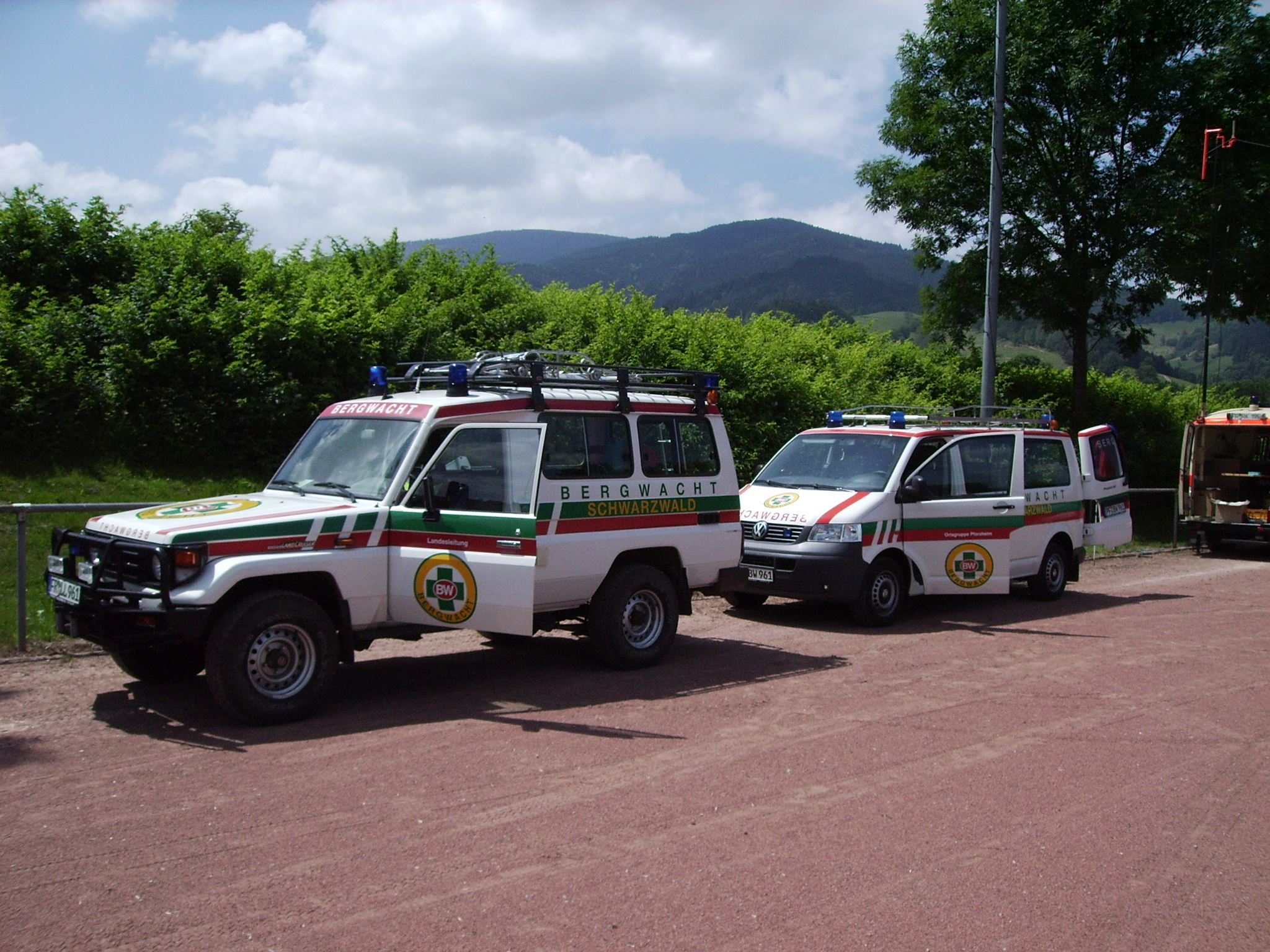
Einsatzfahrzeuge der Bergwacht Schwarzwald

Die Bergwacht in Deutschland ist eine Gemeinschaft des Deutschen Roten Kreuzes (DRK Bergwacht) und der Bergwacht Schwarzwald. Sie ist hauptsächlich im Bergrettungsdienst tätig, aber auch im Naturschutz. Die Hilfsorganisation stellt in Deutschland zu über 90 % den Rettungsdienst aus dem unwegsamen Gelände des Deutschen Mittel- und Hochgebirges sowie an Einsatzschwerpunkten sicher.
Im Gegensatz dazu sind die österreichischen Bergwachten behördenunterstützende Organe im Natur- und Umweltschutz und die Alpinrettung ist im österreichischen Bergrettungsdienst organisiert.

## Aufgaben und Ziele
Suche, Rettung u. Bergung speziell in alpinem und unwegsamen Gelände sowie Betreuung
- Bergrettungsdienst
- Höhenrettung
- Höhlenrettung
- Beteiligung an psychosozialer Notfallversorgung (PSNV) (s. a. Kriseninterventionsdienst Berg (KID Berg))

Unterstützungsfunktionen
- für DRK bei Auslandseinsätzen
- des bodengebundenen Rettungsdienstes und Katastrophenschutzes

Natur- und Umweltschutz
- Unterstützung im Bereich Naturschutzdienst
- Unterstützung und Durchführung von Naturschutzprojekten (z. B. Wildtiere und Skilauf im Gebirge)

## Geschichte
Bereits 1912 existierte die erste deutsche Bergwacht in Sachsen.
Sie bestand aus der Samariter-Abteilung des Sächsischen Bergsteigerbundes.
1898 gründete sich unter dem Dach des Alpenvereins der „Alpine Rettungsausschuss“ in München. Der Startpunkt der organisierten Bergrettung im östlichen Alpenraum. In den Folgejahren erfolgte die Einrichtung von Alpinen Rettungsstellen vom Allgäu bis nach Berchtesgaden unter dem Dach des Deutschen und Österreichischen Alpenvereins getragen von den örtlichen Sektionen. Ebenfalls von Sektionen des Alpenvereins initiiert, erfolgte am 14. Juni 1920 die Gründung der Bergwacht als „Sitten- und Naturschutzwacht“ im Hofbräuhaus in München. Ziel der neugegründeten Bergwacht war es die „Ordnung, Sitte und den Anstand im Gebirge“ wiederherzustellen. Die ziemlich wüsten Zustände nach dem Ersten Weltkrieg in den Bergen mit Wilderei, Hütteneinbrüchen, Vieh- und Holzdiebstählen veranlassten die Gründer, sich zusammenzuschließen zum „Schutz des Berges vor den Menschen“.
Kurze Zeit später gründete das Rote Kreuz den Gebirgsunfalldienst, kurz GUD genannt, einen Verbund von Rotkreuz-Sanitätern. Der GUD engagierte sich im Schwerpunkt an stark frequentierten Orten des Berg- und Wintersports, insbesondere in den Bayerischen Alpen. 1923 umfasst die Bergwacht in Bayern bereits drei Abteilungen, München, Allgäu und Chiemgau. Die Bergwacht erhält die Aufgaben einer „Vororthilfsstelle für das alpine Rettungswesen“ übertragen.
Formal übernahm die Bergwacht 1923 auch die Aufgabe des Sanitätsdienstes und entwickelte sich zu einem flächendeckenden Rettungsdienst für die bayerischen Alpen und Mittelgebirge unter dem Dach des Alpenvereins als Deutsche Bergwacht. 1945 wird der Deutsche Alpenverein als nationalsozialistische Organisation verboten.
Die Abteilungen schlossen sich den jeweiligen Landesverbänden des Deutschen Roten Kreuzes an. In der französischen Besatzungszone genehmigten die Behörden die Gründung der selbständigen Bergwacht Schwarzwald. 1955 erfolgt unter der Beteiligung der Bergwacht Bayern, die Gründung der Internationalen Kommission für alpines Rettungswesen.
1955 schlossen sich die Bergwacht-Landesverbände auf Bundesebene zu einer Arbeitsgemeinschaft zusammen. Aus dieser entstand der Bundesausschuss Bergwacht des DRK. Die Bergwacht Schwarzwald ist in diesem Ausschuss als korporatives Mitglied vertreten.
Die Bergwacht im Deutschen Roten Kreuz als Gesamtverband ist heute auch Mitglied in der Internationalen Kommission für alpines Rettungswesen, kurz IKAR.

## Gliederung und Landesverbände

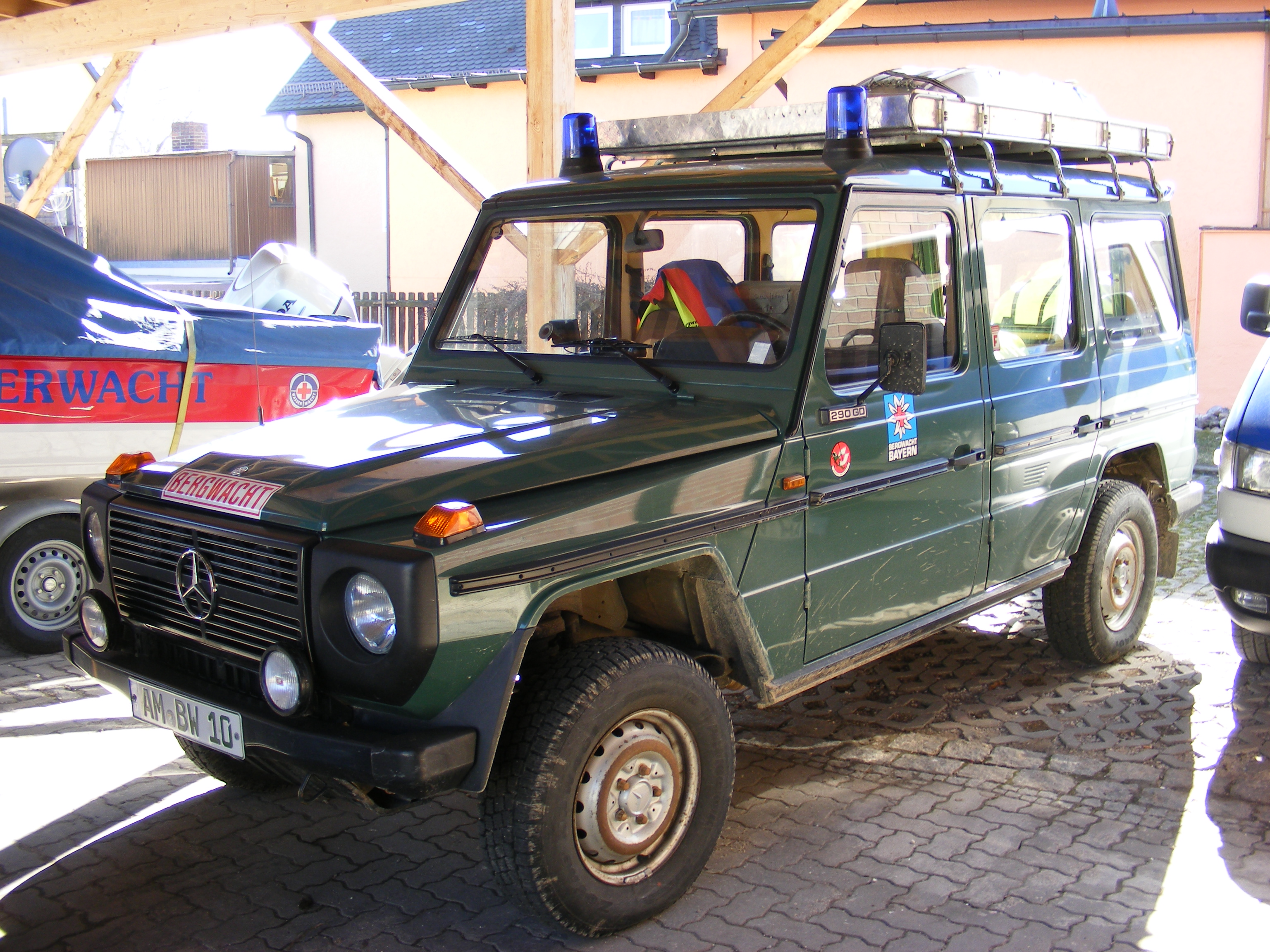
Mercedes-Benz G der Bergwacht Bayern, Amberg-Sulzbach

Die Gliederung der Bergwacht richtet sich nach der des Deutschen Roten Kreuzes. So ist die Bergwacht in elf DRK-Landesverbänden tätig. Eine Sonderstellung nimmt dabei die Bergwacht Schwarzwald (BWS) ein. Die BWS ist korporatives Mitglied des DRK-Landesverbandes Badisches Rotes Kreuz und gleichzeitig selbstständiger Verband und stellt auf dem Gebiet des Badischen Roten Kreuzes die Bergrettung sicher (Schwarzwald).
Die Landesverbände:
- Bergwacht Bayern
- Bergwacht Harz (in den DRK-Landesverbänden Niedersachsen, Sachsen-Anhalt, Thüringen (Südharz))
- Bergwacht Hessen
- Bergwacht Nordrhein
- Bergwacht Rheinland-Pfalz
- Bergwacht Sachsen
- Bergwacht Schwarzwald
- Bergwacht Thüringen
- Bergwacht Westfalen-Lippe
- Bergwacht Württemberg